# Turismo em Teresópolis

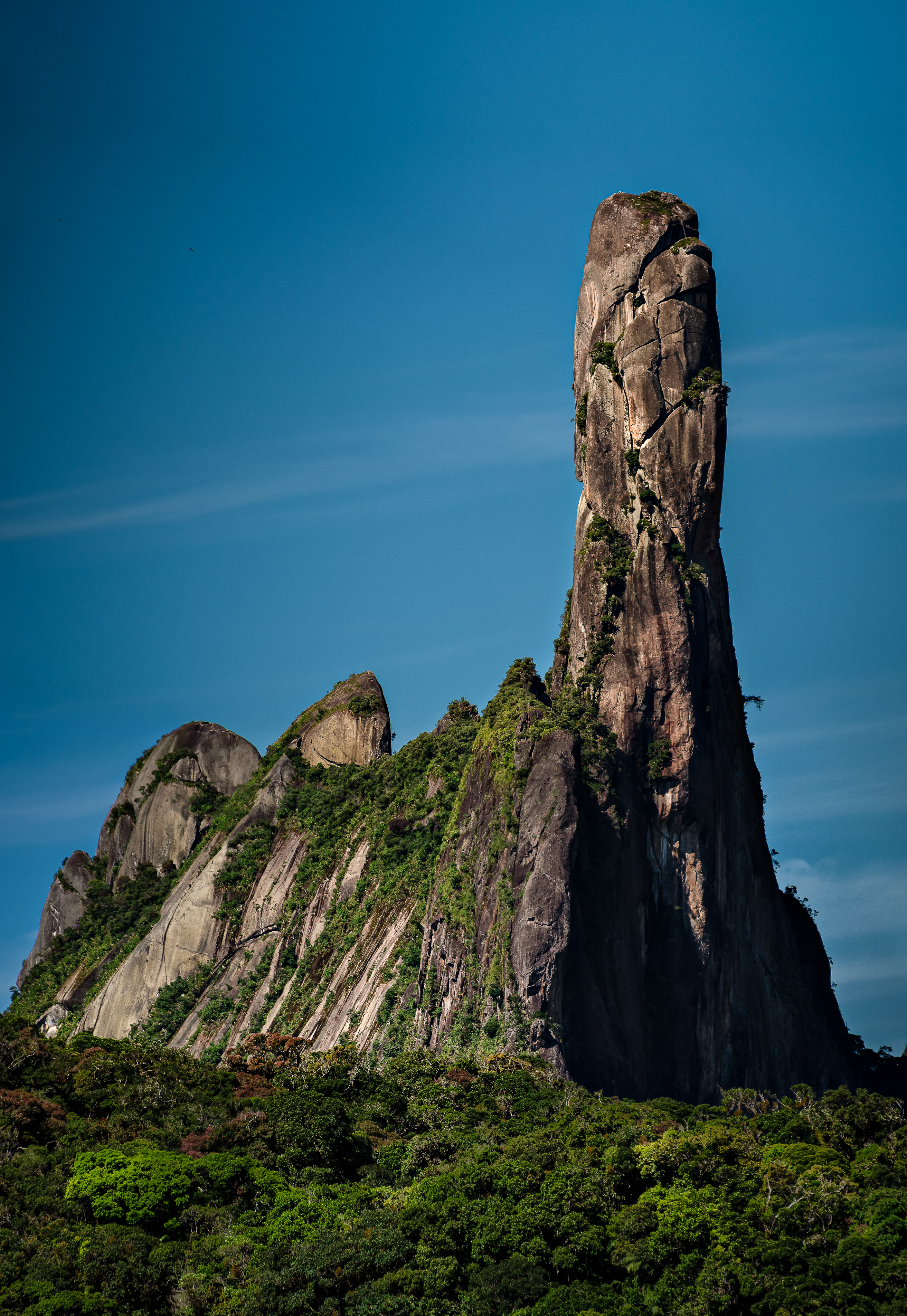
Teresópolis é conhecida por sua vista para o Dedo de Deus, seja na área urbana ou nos mirantes do Parque Nacional da Serra dos Órgãos.

O turismo em Teresópolis oferece diversas atrações culturais, gastronômicas e naturais a seus visitantes. Inserido no bioma Mata Atlântica e contando com três unidades de conservação (Parque Nacional da Serra dos Órgãos, Parque Estadual dos Três Picos e Parque Natural Municipal Montanhas de Teresópolis), o município é reconhecido como a Capital Nacional do Montanhismo, sendo um dos principais destinos para o turismo ecológico e de aventura no estado do Rio. Teresópolis faz parte da Serra Verde Imperial, que é uma rota turística composta por outros quatro municípios (Petrópolis, Nova Friburgo, Cachoeiras de Macacu e Guapimirim), oferecendo aos visitantes uma variedade de atrações gastronômicas, culturais e históricas durante o inverno e cachoeiras e trilhas durante o verão. Teresópolis é reconhecida também como Capital Nacional do Lúpulo, título que foi conferido por meio da Lei nº 14.414/2022. O município faz parte da Rota Cervejeira do Estado do Rio de Janeiro e possui o primeiro viveiro a ser autorizado pelo Ministério da Agricultura, Pecuária e Abastecimento para o cultivo e a produção de lúpulo, o Viveiro Ninkasi.
O município oferece a seus visitantes uma ampla rede hoteleira, com uma estrutura de 15 hotéis, 37 pousadas (26 na área urbana e 11 na área rural) além de 9 hotéis fazenda, totalizando 4.585 leitos à disposição dos visitantes. Em 2019, Teresópolis recebeu 231.778 turistas, sendo que 226.279 foram domésticos e 5.499 internacionais. Nesse mesmo ano, o turismo gerou R$ 10,2 milhões de reais para a economia teresopolitana, sendo o sétimo município que mais arrecadou com turismo no estado.
Em 2017, de acordo com um estudo elaborado pelo Atlas da Violência, Teresópolis foi eleita a cidade mais pacífica do estado do Rio de Janeiro e décima mais pacífica do país. Para elaboração do estudo, foram considerados os municípios com mais de 100 mil habitantes, e os dados foram analisados com base no Sistema de Informação sobre Mortalidade (SIM) do Ministério da Saúde, referentes ao ano de 2015.

## Acesso
O município possui fácil acesso à BR-116, à BR-495 e à RJ-130 (conhecida como Estrada Teresópolis - Friburgo ou Terê-Fri). O principal ponto de embarque e desembarque de quem chega de ônibus é o Terminal Rodoviário José de Carvalho Janotti. A Viação Teresópolis faz a ligação entre Teresópolis e as cidades vizinhas ou da área de influência, como Guapimirim e Magé. Mantém linhas intermunicipais entre Teresópolis e Rio de Janeiro, Nova Friburgo (via Conquista e Campo do Coelho), Petrópolis (via Itaipava), Sapucaia (via Aparecida), Castelo (via Madureira, de segunda à sexta, através do Terminal Menezes Cortes), Nova Iguaçu (via Duque de Caxias), Rio das Ostras, São José do Vale do Rio Preto, Vila do Peão (via Volta do Peão, distrito de Sapucaia), Carmo (via Sumidouro) e Soledade (distrito de Sumidouro). A empresa mantém ainda uma linha interestadual entre Teresópolis e Além Paraíba (via Jamapará). Em Teresópolis também opera a Viação Salutaris, com partida diária para São Paulo. Recentemente, alguns horários de viações que se destinam a Minas Gerais e a cidades da região Nordeste - que trafegam pela BR-116 (Rio — Bahia) - passaram a entrar na cidade para embarque e desembarque (Itapemirim, Rio Doce).

## Atrativos naturais
- Parque Nacional da Serra dos Órgãos é uma unidade de conservação situada na Serra dos Órgãos e aberta para visitação permanente, sendo administrada pelo Instituto Chico Mendes de Conservação da Biodiversidade (ICMBio) com 2 003 hectares de área de extensão no município.[15] Além da beleza e da importância da conservação de suas espécies, o Parnaso é um dos melhores locais do país para a prática de esportes de montanha, como escalada, caminhada, rapel e outros. O parque recebe o ano todo grande número de visitantes, tendo seu acesso principal pela Sede Teresópolis.[16] Dispõe de uma variedade de trilhas com diferentes níveis de dificuldade e duração:

| Trilhas da Sede Teresópolis do Parque Nacional da Serra dos Órgãos | Trilhas da Sede Teresópolis do Parque Nacional da Serra dos Órgãos | Trilhas da Sede Teresópolis do Parque Nacional da Serra dos Órgãos | Trilhas da Sede Teresópolis do Parque Nacional da Serra dos Órgãos | Trilhas da Sede Teresópolis do Parque Nacional da Serra dos Órgãos | Trilhas da Sede Teresópolis do Parque Nacional da Serra dos Órgãos | Trilhas da Sede Teresópolis do Parque Nacional da Serra dos Órgãos |
| Nome                                                               | Imagem                                                             | Extensão                                                           | Duração                                                            | Descrição | Ref.                                                               |                                                                    |
| ------------------------------------------------------------------ | ------------------------------------------------------------------ | ------------------------------------------------------------------ | ------------------------------------------------------------------ | --- | ------------------------------------------------------------------ | ------------------------------------------------------------------ |
| Estrada da Barragem                                                | —                                                                  | 3.000 metros                                                       | 2 horas                                                            | Via que dá acesso a todas as trilhas da Sede Teresópolis, é uma estrada calçada em paralelepípedo com trânsito liberado para automóveis, ideal para caminhadas de lazer. Conta com vários mirantes ao longo de seu percurso, locais para descanso, duchas e cascatas. A estrada termina na Praça da Barragem, ponto de captação de água para Teresópolis. | [ 17 ]                                                             |                                                                    |
| Trilha da Primavera                                                | —                                                                  | 500 metros                                                         | 15 minutos                                                         | Trilha de caminhada leve, onde o visitante experimenta a sensação de estar em uma mata preservada, sendo possível observar inúmeras espécies. | [ 18 ]                                                             |                                                                    |
| Trilha Suspensa                                                    |                                                                    | 1.300 metros                                                       | 1 hora                                                             | A trilha possui piso de madeira e corrimão, permitindo acesso até a cadeirantes, tendo seu acesso inicial na Praça da Barragem. Possui um nível elevado em relação ao terreno, permitindo ao visitante uma observação mais próxima da copa das árvores. É uma trilha circular, retornando para a Estrada da Barragem por escadarias. No trecho final a trilha atinge grandes alturas em relação ao solo (até 8 metros). Uma escada dá acesso a poços do Rio Paquequer. | [ 19 ]                                                             |                                                                    |

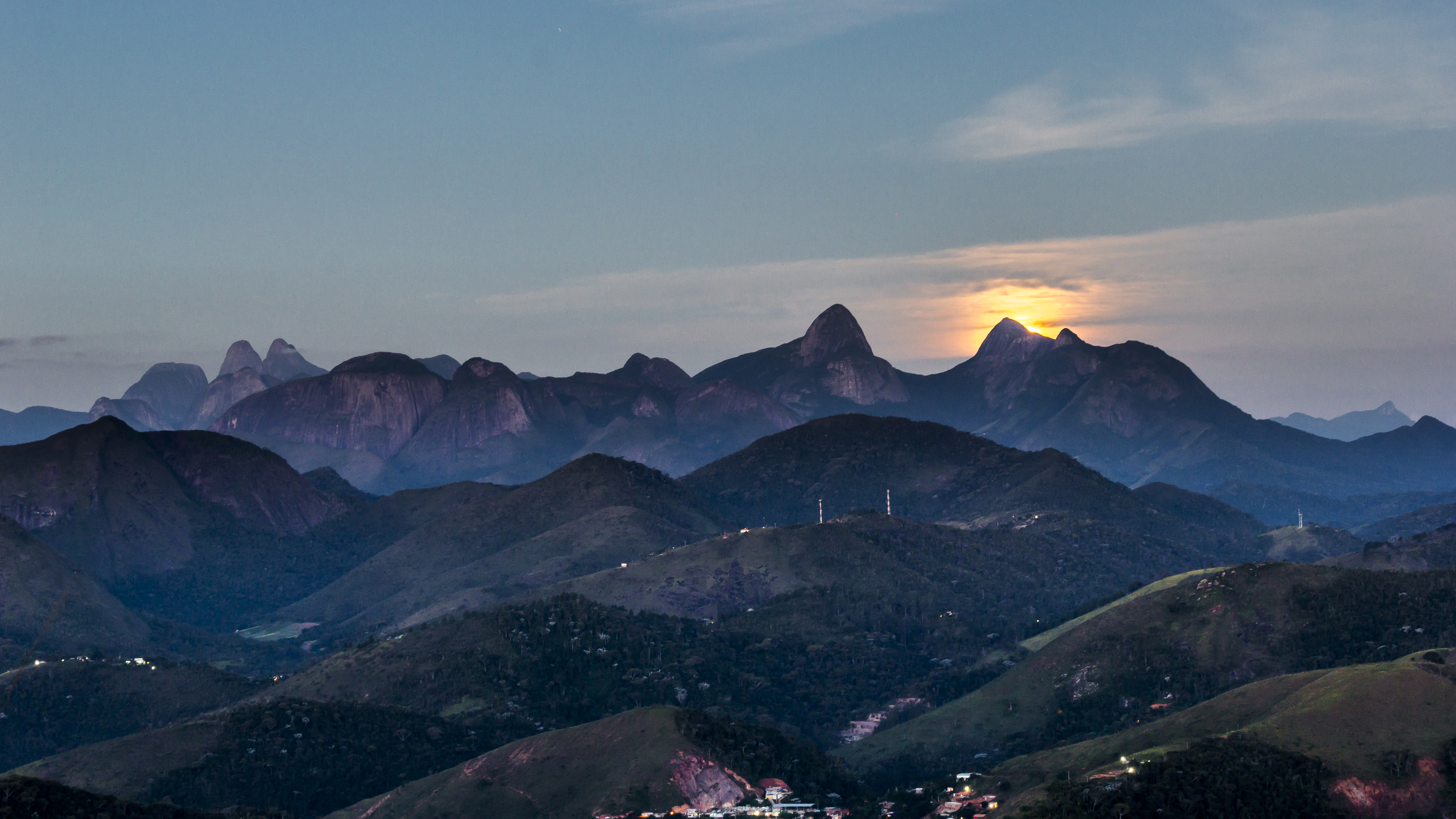
O seio da Mulher de Pedra é um dos pontos mais altos de Teresópolis, integrando o Parque Estadual dos Três Picos.

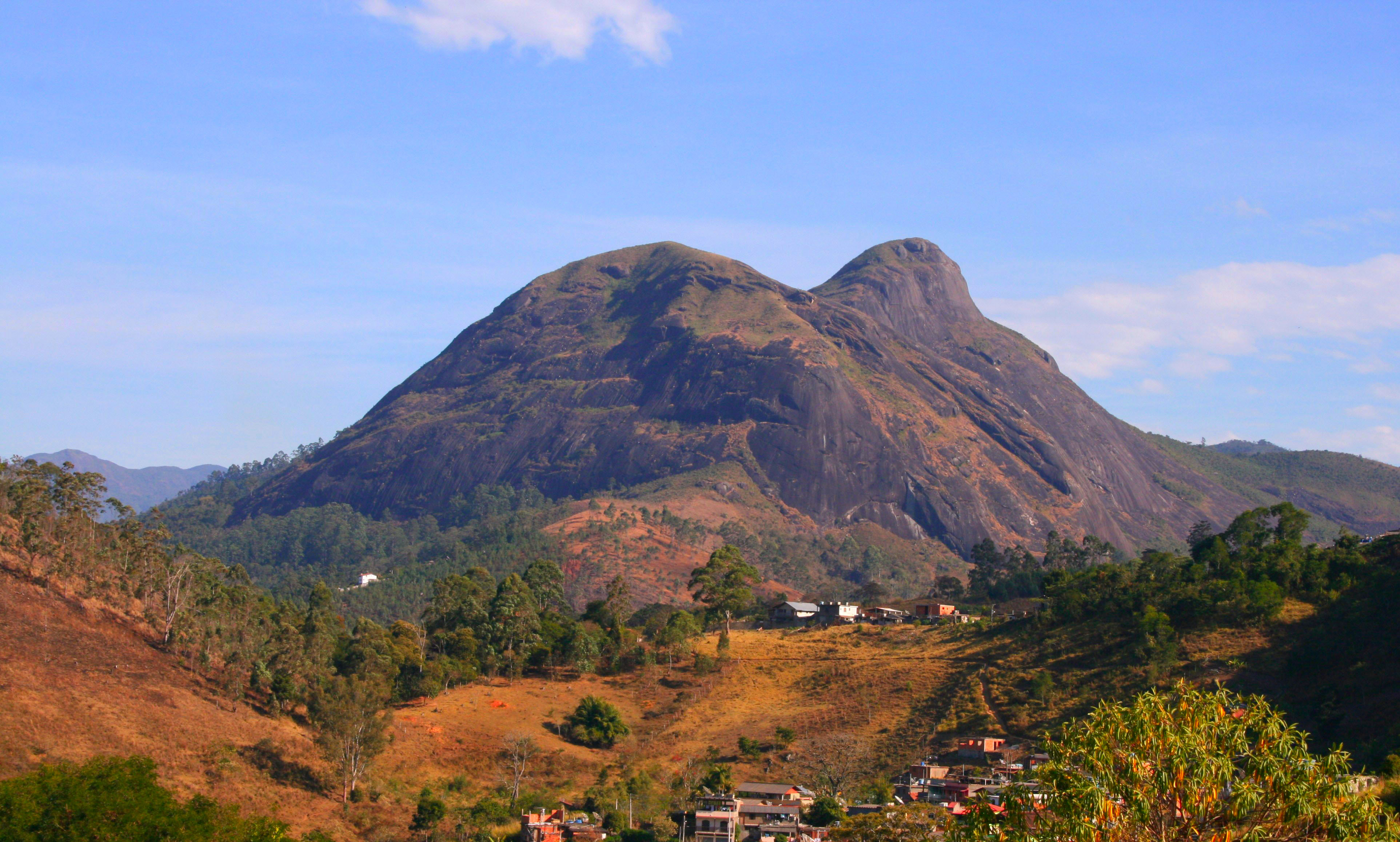
Pedra da Tartaruga, símbolo do Parque Natural Municipal Montanhas de Teresópolis.

| Trilha Mozart Catão                                                |                                                                    | 800 metros                                                         | 1 hora e 30 minutos                                                | Ao decorrer do percurso da trilha, o visitante cruza pequenos cursos d'água e floresta de encosta até chegar ao Mirante Alexandre Oliveira (na imagem), com vista parcial para a parte urbana de Teresópolis e o Parque Estadual dos Três Picos. O nome da trilha e do mirante homenageia os dois montanhistas da cidade, mortos ao tentar escalar a face sul do Aconcágua, em 1998.                                                                                   | [ 20 ]                                                             |                                                                    |
| Trilha Cartão Postal                                               |                                                                    | 1.200 metros                                                       | 2 horas                                                            | Acessado pela Estrada da Barragem, cruza a área de floresta, proporcionando vistas da montanha e dá acesso ao Mirante Cartão Postal (na imagem), voltado para as montanhas da Serra dos Órgãos, proporcionando ao visitante um novo ângulo de observação do Dedo de Deus na floresta. | [ 21 ]                                                             |                                                                    |
| Trilha 360                                                         |                                                                    | 2.600 metros - 4.000 metros                                        | 3 - 4 horas                                                        | Esta trilha simboliza a junção da Cartão Postal com a Mozart Catão pela crista da montanha, proporcionando um percurso em 360 graus ao visitante, contando com o Mirante Borandá (na imagem) que proporciona uma vista para Serra dos Órgãos e para cidade do Rio de Janeiro, sendo uma opção de descanso e contemplação. | [ 22 ]                                                             |                                                                    |
| Trilha da Pedra do Sino                                            |                                                                    | 11 quilômetros                                                     | 5 - 6 horas                                                        | Essa trilha dá acesso à Pedra do Sino, que é o ponto culminante da Serra dos Órgãos. O primeiro trecho é mais leve, por dentro da mata, com calçamento da época do Império. As duas cachoeiras no caminho apresentam opções de parada. A trilha é acidentada e seu acesso é limitado a 100 pessoas por dia. A trilha é também o trecho final da travessia Petrópolis-Teresópolis.                                                                                      | [ 23 ]                                                             |                                                                    |

- Parque Estadual dos Três Picos foi criado em 2002, por meio do Decreto Estadual nº 31.343, com o objetivo de formar um corredor ecológico para garantir a biodiversidade regional, interligando áreas protegidas do sul e do norte do estado.[24] Teresópolis possui dois núcleos do parque (Jacarandá e Vale da Revolta) que totalizam 9 687 hectares de área de extensão no município,[25] contando com uma variedade de atrativos como rios para banhistas, campo de futebol, áreas de lazer e trilhas para caminhada.[26]
- Parque Natural Municipal Montanhas de Teresópolis foi criado em 2009 e possui 4 397 hectares de área de extensão, sendo a maior unidade de conservação municipal totalmente protegida do estado.[27]
- Orquidário Arabotanica é um local de exposição e venda de orquídeas, localizado no bairro Quebra Frascos, possuindo uma grande variedade de orquídeas, sejam elas puras ou híbridas.[28][29] Está localizado em uma área com 8 mil metros quadrados,[30] onde é possível encontrar cerca de 50 mil flores, dentre as quais pertencem a 400 novas espécies criadas no local.[31][32]
- Horto Municipal de Teresópolis foi inaugurado em 1968 e possui uma área de 10 mil metros quadrados, integrando o patrimônio público municipal.[33] Está localizado no bairro Carlos Guinle e apresenta diversos atrativos aos visitantes, como área para piquenique, parque para cães, horta, jardins, área de compostagem e estufas para o cultivo de espécies de plantas nativas para o replantio nas praças e espaço públicos da cidade.[34]
- Fonte Judith é uma fonte de água natural localizada no bairro do Alto, construída no ano de 1920 pelo pedreiro Manoel Guedes da Costa, seu nome tem origem em Judith, filha de Luiz de Oliveira, antigo proprietário das terras, que teria sido curada de uma grave enfermidade através das propriedades medicinais da água da fonte. Anos depois, Luiz vendeu as terras para Arnaldo Guinle, que remodelou totalmente o local em julho de 1967, onde ganhou a forma atual: uma obra arquitetônica em estilo colonial, revestida com azulejos portugueses de Jorge Colaço, onde tem cinco saídas d’água em forma de faunos. Em sua fachada se destacam duas trovas em homenagem ao monumento: uma é de autoria do trovador Manoel de Araújo Peres, outra da trovadora Ilda Correia Leite.[35] Situada no bairro com maior potencial turístico de Teresópolis, a Fonte Judith é um dos locais mais visitados, tornando-se um cartão postal do município.[36]

## Atrativos culturais

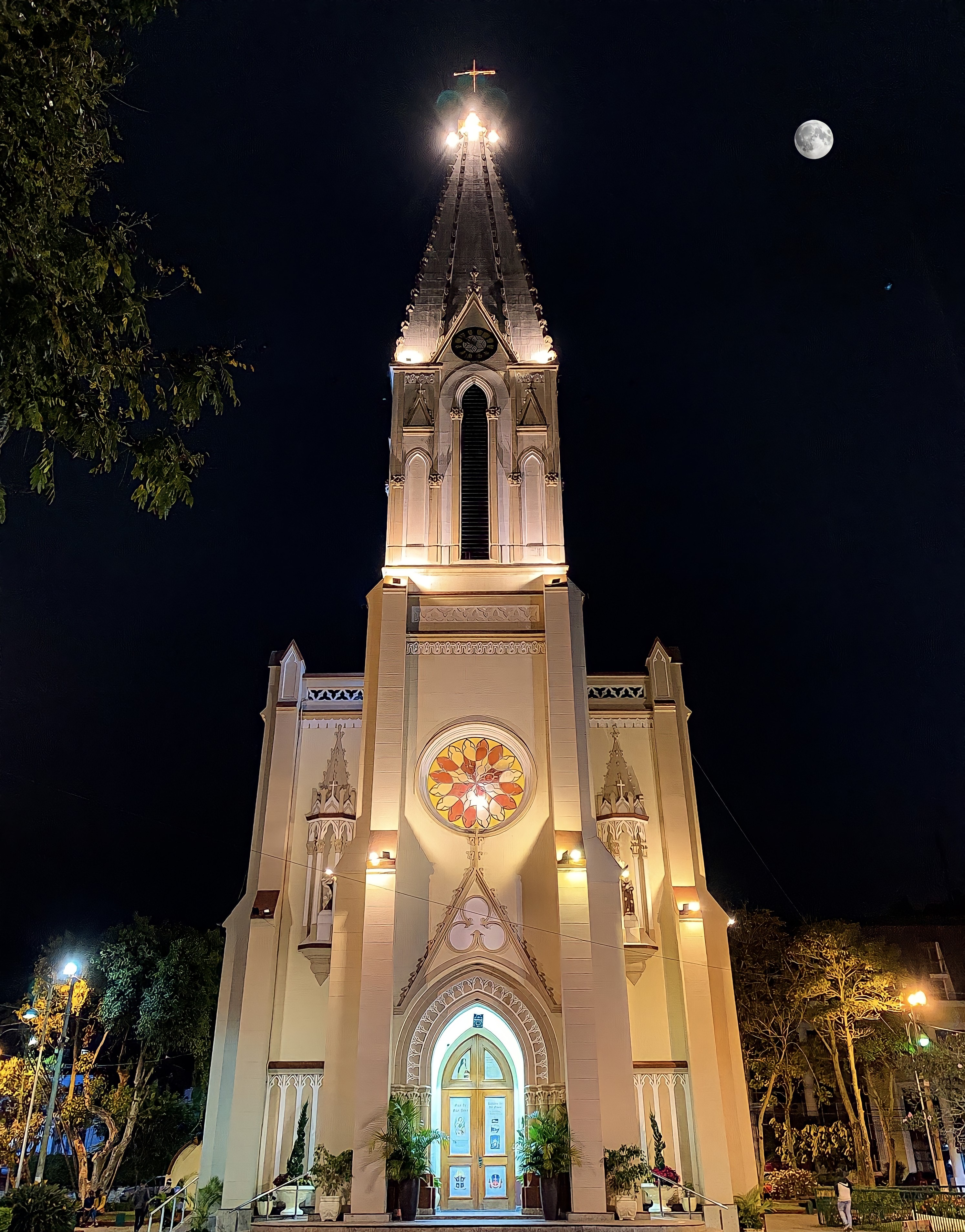
Igreja Matriz de Santa Teresa fotografada à noite.

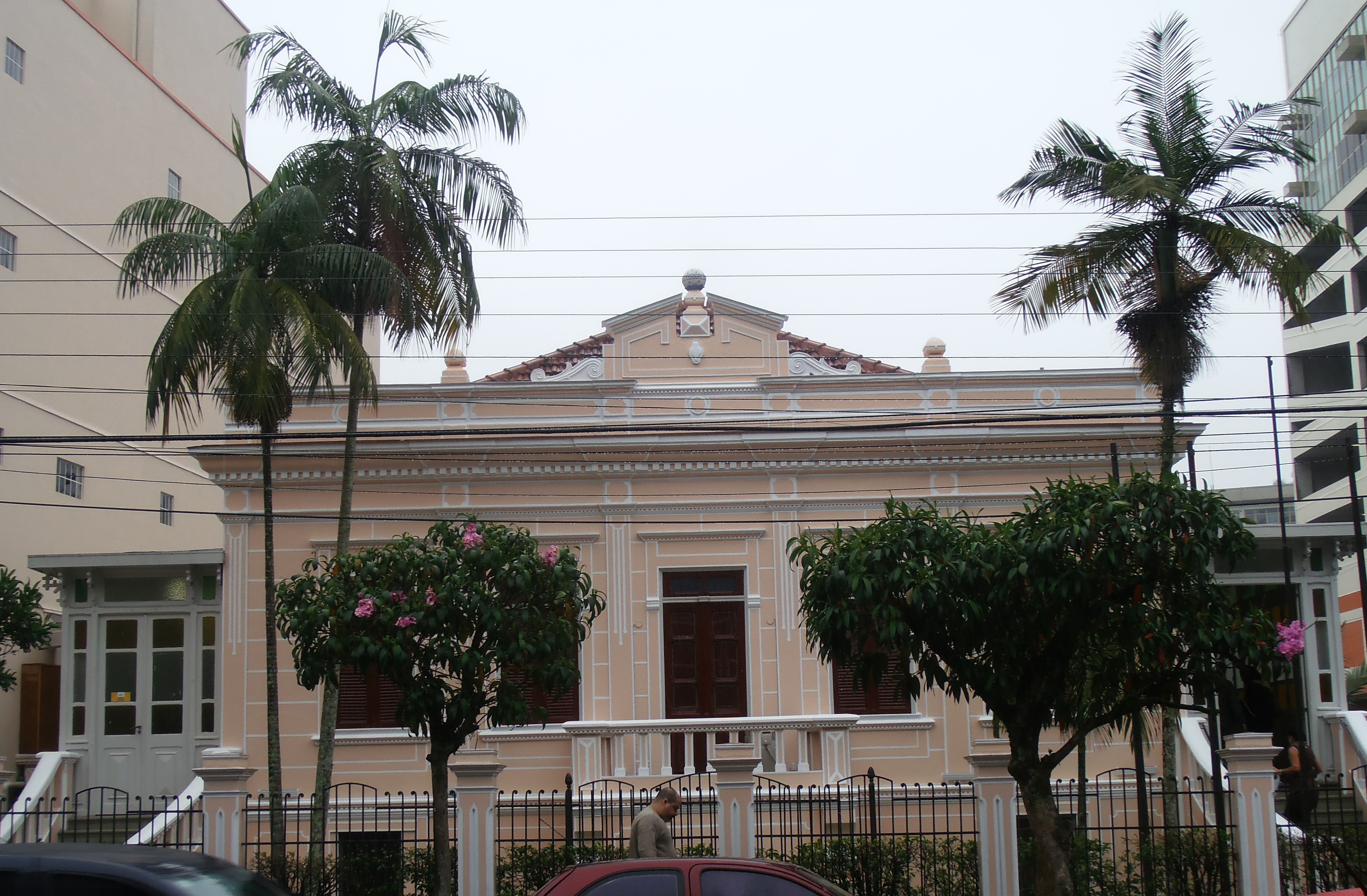
Fachada principal do Palacete Granado, sede do SESC Teresópolis.

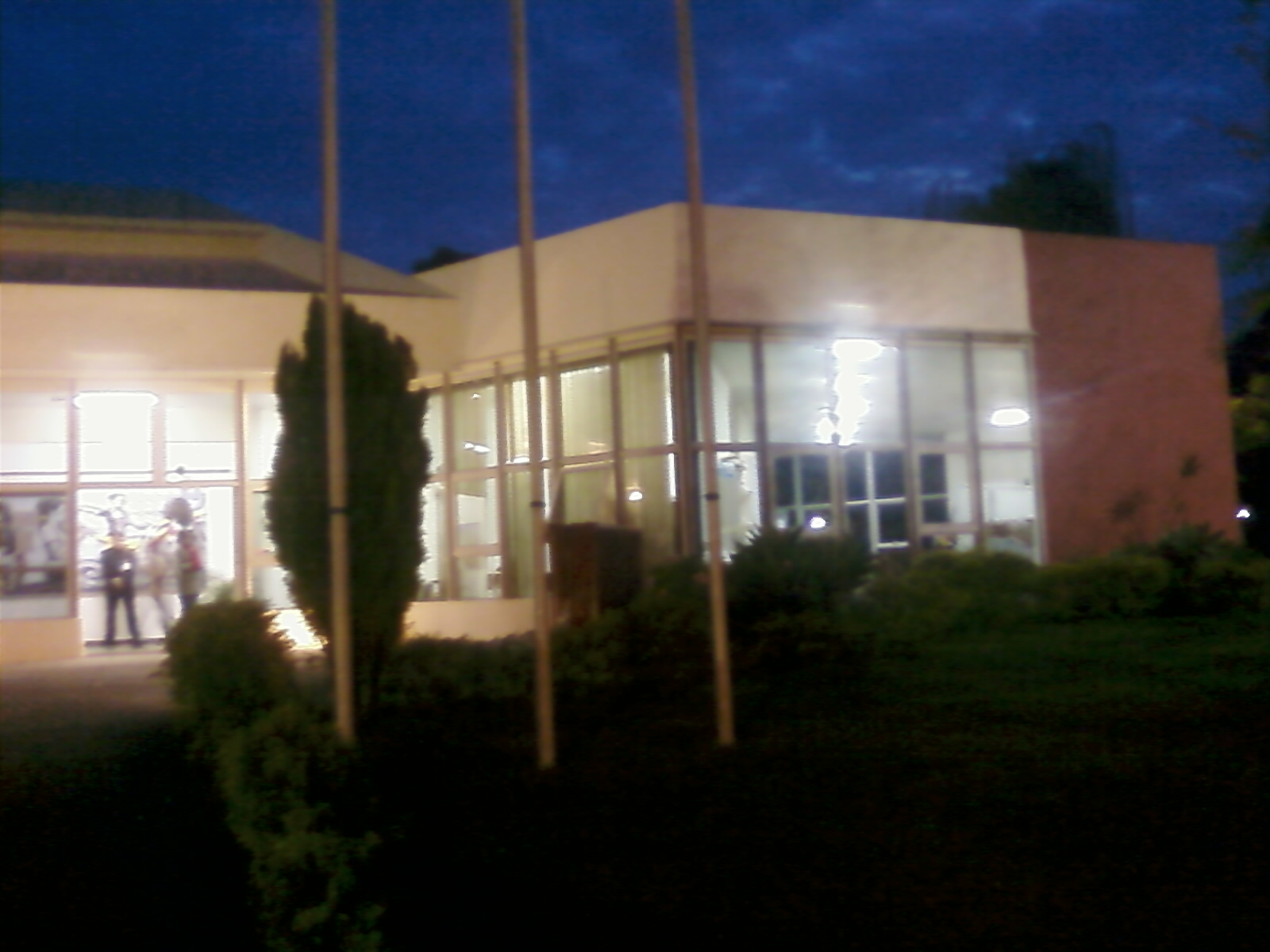
Casa de Cultura Adolpho Bloch, localizada em Araras.

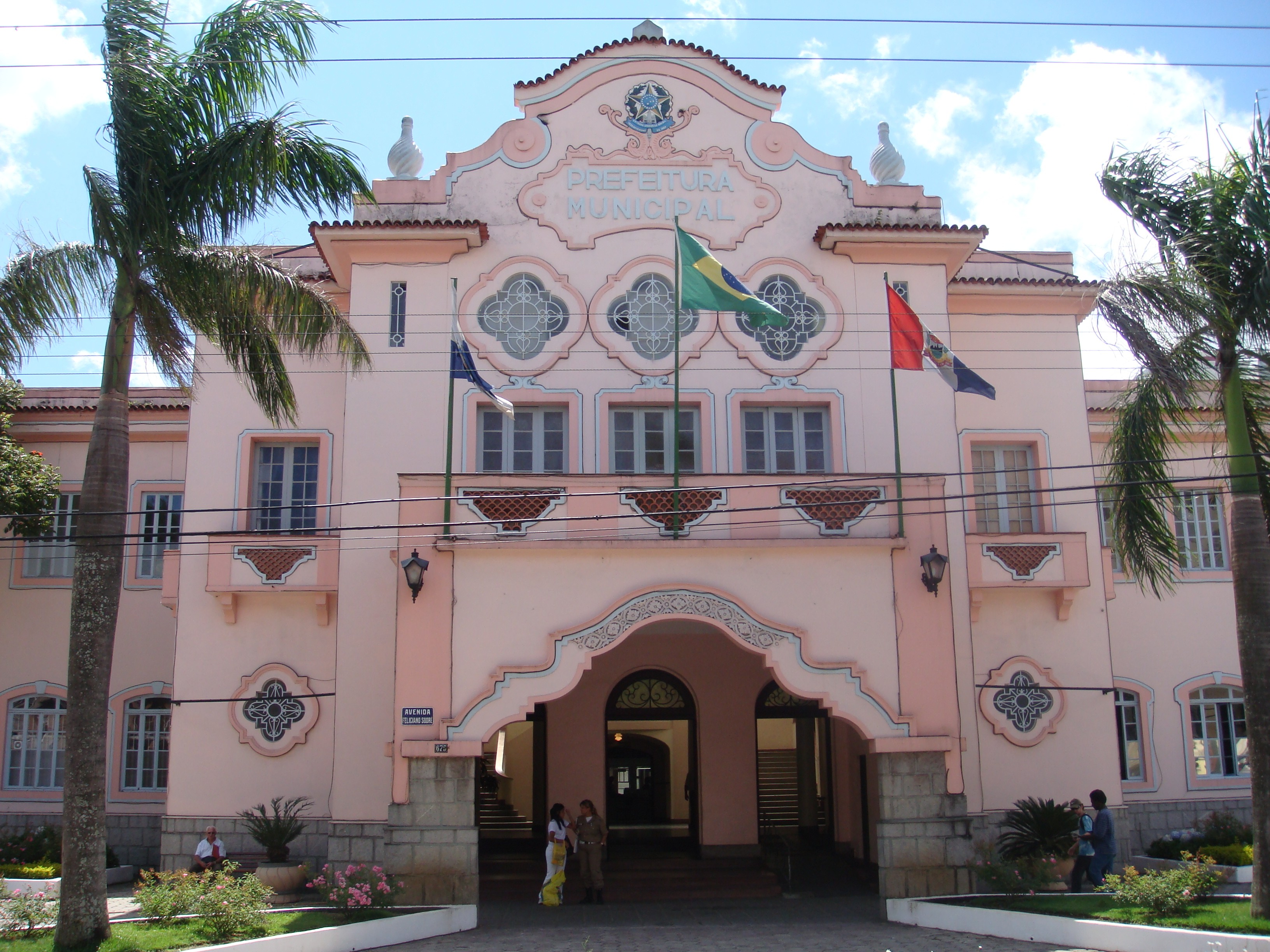
Fachada principal do Palácio Teresa Cristina.

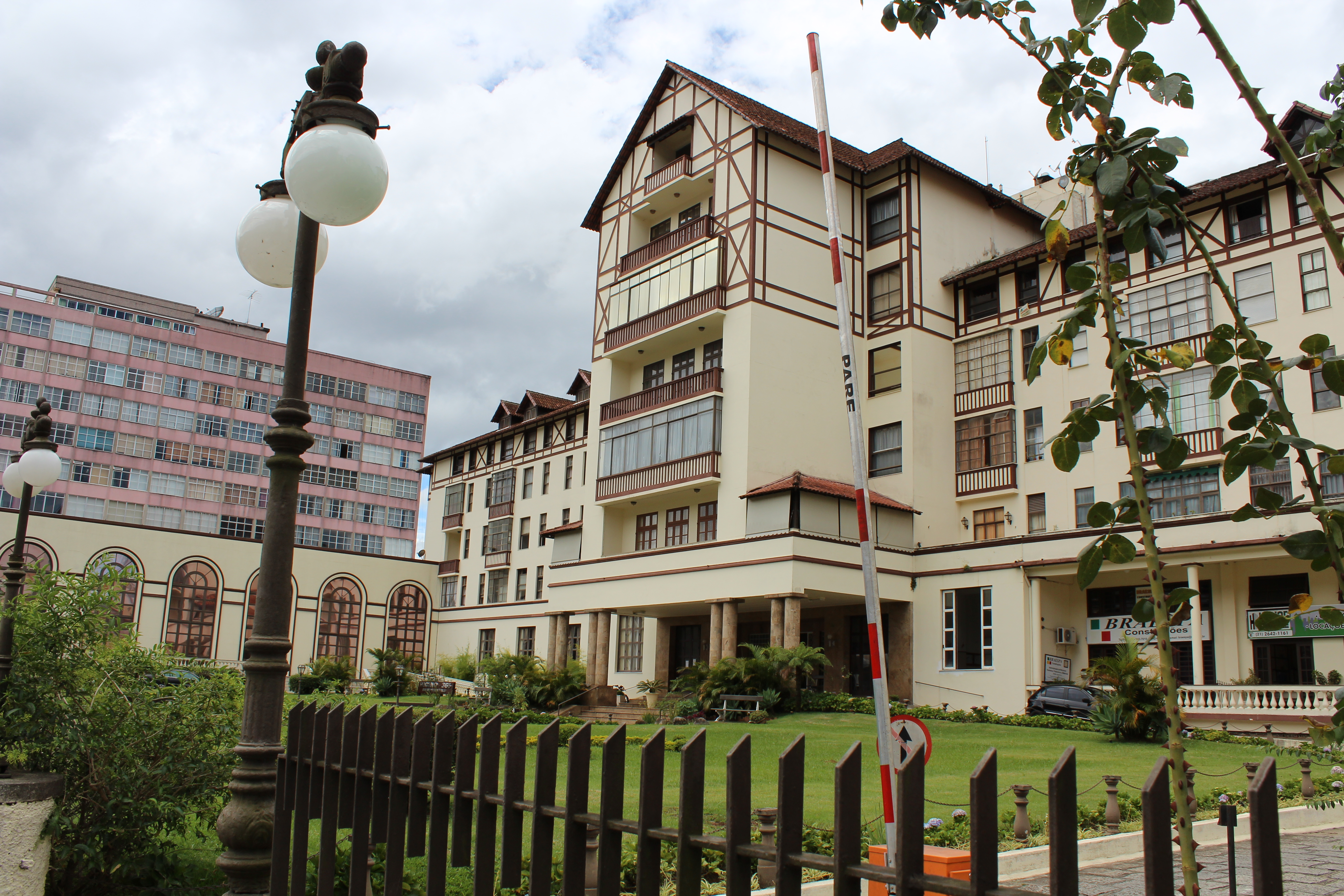
Fachada do Hotel Higino.

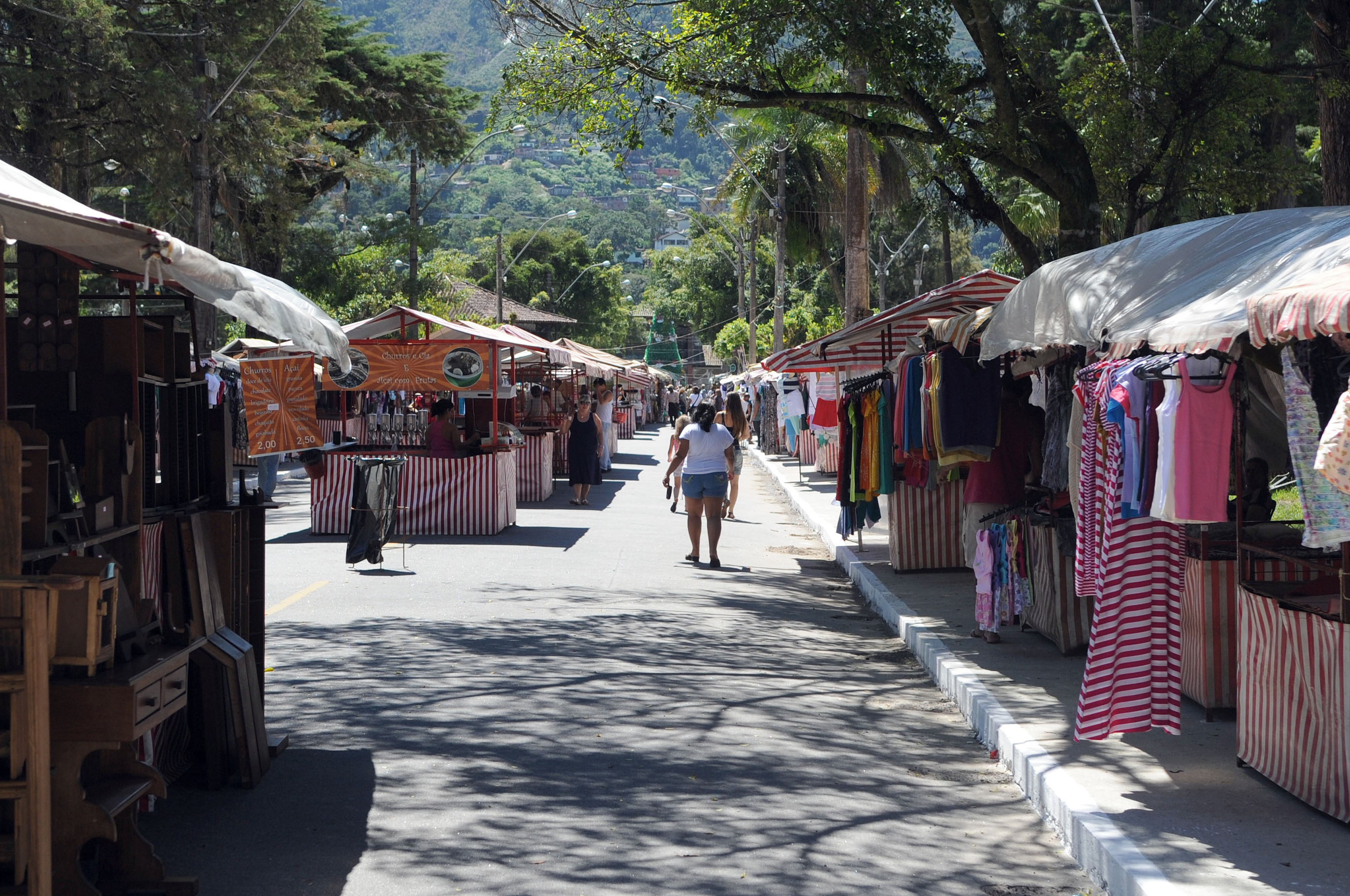
Feirinha do Alto, um dos atrativos turísticos mais visitados de Teresópolis.

- Igreja Matriz de Santa Teresa localiza-se na Praça Baltazar da Silveira e é dedicada a Teresa de Ávila, padroeira da cidade, em homenagem a Imperatriz Teresa Cristina.[37] Possui estilo neogótico, tem na fachada principal, em destaque, a volumetria da torre. No térreo, sua porta de entrada, em arco ogival, possui sobrecarga triangular. Acima da porta, uma rosácea. Coroando-se este corpo, torre encimada por cruz. As laterais são compostas de contrafortes entremeados por vitrais tchecos, em verga ogival, coloridos, apresentando cenas bíblicas. Os detalhes e ornatos são em mármore e o restante da fachada com revestimento em pó de pedra. No interior do atrativo, presença de altar nave única em cuja lateral direita presença de quatro altares laterais em mármore e do lado esquerdo, três altares laterais, também em mármore onde estão dispostas várias imagens de santos. A Matriz ainda possui duas sacristias, um coro e dois confessionários. Próximo de um deles, as imagens de Santo Antônio de Lisboa e do Cristo carregando a cruz, ambas em madeira medindo um metro. Os vitrais retratam diversas passagens dos evangelhos, como a Sagrada Família, o nascimento de Jesus, escolha dos apóstolos, o batismo de Jesus, multiplicação dos pães e peixes, Jesus entre os doutores, Jesus perante Pilatos, a Crucificação, a Ressurreição, a Última Ceia, as Bodas de Caná e Jesus com as crianças, no total de doze vitrais.
- Paróquia Santo Antônio de Paquequer localiza-se no bairro do Alto, estando diretamente ligada à história de Teresópolis, inaugurada em novembro de 1933. A paróquia é cercada por um muro de pedra e granito e em sua volta existem árvores de grande e médio porte.[38][39]
- Palacete Granado é um imóvel localizado na Avenida Delfim Moreira,[40] que pertencia a José António Coxito Granado, imigrante português, que fundou e dirigiu, no Rio de Janeiro a Drogaria Granado e o primeiro laboratório de análises da cidade.[40][41] Serviu como sua residência de veraneio e por lá passaram pessoas ilustres, como o aviador Gago Coutinho.[42] Era usada como chácara-modelo, com atividades de desenvolvimento da floricultura, policultura, especialmente os vinhedos e plantas medicinais.[40] Coxito plantou ali as primeiras ervas medicinais que mais tarde dariam origem aos medicamentos da Drogaria Granado.[43] José Granado morreu em 1935, e a residência passou a ser o Colégio Teresa Cristina, no período de 1940 a 1976; atualmente, o Palacete é sede cultural do SESC.[40]
- Casa de Cultura Adolpho Bloch[44] é um centro de cultura, inaugurado em 1988, situado na Praça Juscelino Kubitschek, no bairro de Araras.[45] Abriga exposições e mostras artísticas, como o Salão Nacional da Primavera, e as fachadas são em painéis de vidro, o que possibilita uma integração maior entre o interior e o exterior, proporcionando uma visão da Serra dos Órgãos. Seu interior possui auditório com capacidade para 140 pessoas, salão de exposição, sala de aula de artes plásticas, música e dança salas para administração, sanitários para o público, funcionários e depósito para guarda de material jardim. A Casa ainda abriga a sede da Academia Teresopolitana de Letras (ATL)[46] e da Sociedade dos Artistas de Teresópolis (SOARTE).[47]
- Casa da Memória Arthur Dalmasso é um museu que serve como acervo histórico e cultural do município, inaugurado em 2009.[48] O casarão onde situa-se atualmente o museu foi construído na década de 1920 pelo então prefeito José Lino de Oliveira Leite, em homenagem à sua esposa. Com a morte da companheira, em 1925, o prefeito decidiu vender o imóvel, que teve diversos proprietários e utilidades: entre os anos de 1932 a 1942 serviram de locação para o Ginásio Teresópolis; nas décadas seguintes abrigou o Hotel Atlântica, Hotel Savoy e uma oficina de consertos eletrônicos (CENTEL). Em 1987, a propriedade foi desapropriada pela Prefeitura através do decreto 1.050 de 20 de janeiro, sendo no ano seguinte tombada pelo pelo Instituto Estadual do Patrimônio Cultural (Inepac),[49] tornando-se sede da Biblioteca Municipal Antônio Paulo Capanema de Souza[50] permanecendo na propriedade pelo período dos anos 1990 e 2000, até tornar-se o museu propriamente dito.
- Mercado Popular Elian Jorge Lauand inaugurado em 2012, está situado em uma área de aproximadamente 580m², na Rua Waldir Barbosa Moreira, contando com 50 estandes construídos em estrutura metálica, com uma parte em alvenaria, feita em blocos estruturais envernizados, para vendedores autônomos.[51][52]
- Palácio Teresa Cristina inaugurado em 1927, é a sede do poder executivo municipal, situado na principal avenida da cidade, construído em estilo neocolonial e pintado de rosa.[53]
- Castelo Montebello Medieval construído em 1927, em estilo anglo-normando, pelo embaixador do Brasil na Inglaterra, Dr. Frederico Feitosa, filho de imigrantes portugueses, está localizado na Rua Heitor de Moura Estevão, 339, Várzea.[54] Entre 1953 e 1956, o castelo ficou aberto à visitação pública, mas o desaparecimento de peças do castelo fez com que este fosse fechado à visitação pública. Na década de 1990, o Rotary organizou uma festa de dia das bruxas no castelo. Em 2005, o castelo abrigou o Festival de Inverno organizado pelo Serviço Social do Comércio.
- Hotel Higino localiza-se no bairro do Alto, funcionando hoje como um condomínio privado, cujos anexos (teatro e salões sociais) servem como sede de convenções e eventos sociais, depois de desativado de suas funções de Hotel e casino. No local do hotel funcionou o antigo Hotel dos Órgãos, inaugurado ainda no final do século XIX, depois rebatizado de Rizzi Palace Hotel, inaugurado no ano de 1924 e posteriormente comprado por Higino Tomas da Silveira, sendo rebatizado de Hotel Higino[55] tendo passado à inúmeros proprietários depois de sua morte. Entretanto este hotel foi destruído por um incêndio em 1930. Foi quando surgiu então o projeto de construi-lo em sua forma atual, o Hotel Casino Higino, luxuoso e grandioso nos moldes do Copacabana Palace e do Palácio Quitandinha em Petrópolis, e todo feito em estilo enxaimel, um estilo arquitetônico que se harmoniza com o clima ameno da cidade. O Hotel contava com suítes de alto padrão, inclusive algumas de categoria presidencial, além de teatro, boite, piscina, salões de festa, complexo esportivo, sauna, bares e jardins.
- Hotel Sesc Alpina localizado na Rua Cândido Portinari, 837, bairro do Golfe, possui uma estrutura que conta com restaurante, lounge bar, piscina térmica, sauna à vapor, salão de jogos e recreação infantil, quadra de tênis, sala de ginástica, campo de futebol, e um Centro de Convenções de 800 metros quadrados.[56]
- Feirinha do Alto localizada na Praça Higino da Silveira, bairro do Alto, existe desde 1983 e reúne artesãos de diversos ramos artísticos em mais de 700 barracas. O destaque são para as peças de vestuário, vendidas em grande variedade e preços convidativos. Possui praça de alimentação e eventos artísticos. Funciona aos sábados, domingos e feriados.[57]
- Vila St. Gallen localizada na Rua Augusto do Amaral Peixoto, no bairro do Alto, é a casa da Cervejaria Therezópolis Gold, possuindo uma estrutura que conta com 2.200 metros quadrados de extensão, que contém atrações variadas como três restaurantes, uma capela alemã, cafeteria, loja de souvenir e um biergarten. Além disso, proporciona a seus visitantes o Bier-Tour, que é um tour cervejeiro pelo local, onde o visitante conhece todo o processo de produção das cervejas.[58][59][60][61]

## Atrativos de lazer

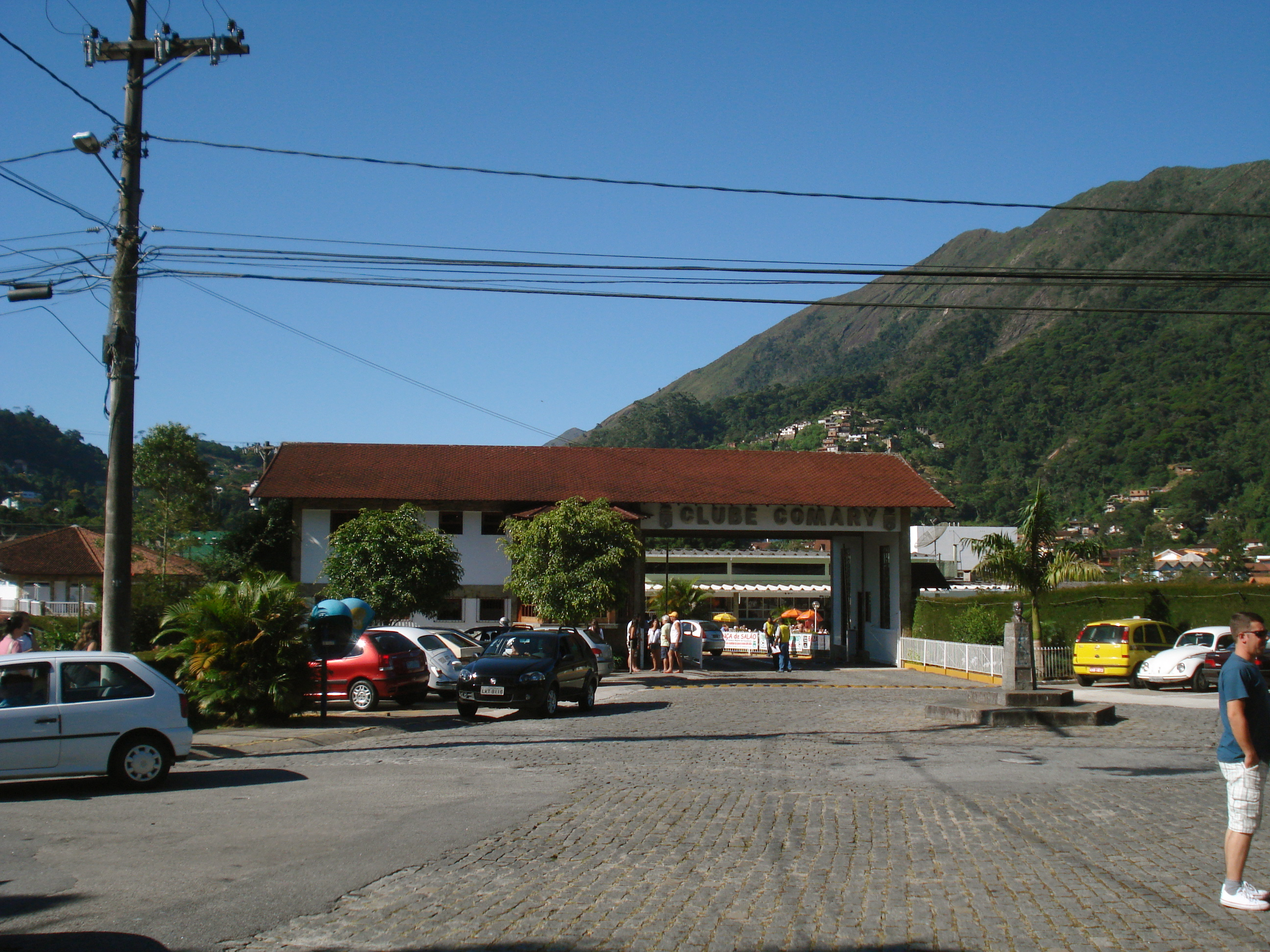
Entrada principal do Clube Comary.

- Clube Comary  fundado em 6 de julho de 1968 na localidade Granja Comary, possui uma área total de 45.000m², e conta em sua estrutura com um ginásio poliesportivo com capacidade de 1500 torcedores, quadras poliesportivas, campos de futebol, piscinas, áreas sociais, áreas de diversão e muitas outras atividades.
- Teresópolis Golf Club localizado na Av. Presidente Roosevelt, 2222, Barra do Imbuí, foi fundado em 5 de janeiro de 1935 por Arnaldo Guinlé, K. Hugh Mc Crimmon, Armando Vieira, Carlos Guinle, Raymundo Otton de Castro Maya, G.H. Neele e Lineu de Paula Machado.  Além do golfe o clube oferece outros atrativos, como quadra de tênis, hipismo e natação.[62]
- Ginásio Poliesportivo Pedro Jahara inaugurado em 1982, com capacidade para 5 000 pessoas,[63] o ginásio é constantemente usado para a realização de eventos esportivos, como os anuais Jogos Estudantis de Teresópolis (JET),[64] Jogos Estudantis Municipais (JEM), uma etapa da Taça Brasil de Futsal, o VI Campeonato Pan-Americano de Boxe,[65] além de alguns campeonatos de jiu-jitsu e outras artes marciais, não esportivos, como shows, edições do AnimaTerê,[66] e de utilidade pública. É considerado o segundo maior ginásio do Estado do Rio de Janeiro, por sua estrutura e capacidade.[67] Cerca de 25 anos após sua inauguração, o Ginásio foi completamente reformado e modernizado, na gestão do prefeito Roberto Petto Gomes.[68]
- Praça de Esportes Radicais Alexandre Oliveira[69] foi inaugurada em outubro de 2004 pela Federação de Skateboard do Estado do Rio de Janeiro (FASERJ), e está localizada na Rua Waldir Barbosa Moreira, ao lado do Terminal Rodoviário, contando em sua estrutura com obstáculos em quartes, funboxes, rampas retas, caixotes, corrimões, double set, minirrampa e outros obstáculos próprios para a prática de skate e semelhantes, como patins.[70]
- Estádio Antônio Savattone é um estádio de futebol, localizado na Rua Ernesto Silveira, bairro de Nossa Senhora de Fátima, que abriga jogos do Teresópolis Futebol Clube em competições profissionais, além de servir como centro de treinamento das categorias de base do time teresopolitano.[71][72]
- Colina dos Mirantes é um mirante que está situado no cume do morro da Fazendinha, e proporciona ao visitante uma visão de toda a parte urbana da cidade, além do maciço da Serra dos Órgãos.[73] Foi construído na década de 1960, em terreno de aproximadamente 85 mil metros quadrados.
- Mirante da Granja Guarani está situado no bairro de mesmo nome, e foi construído por Arnaldo Guinle, da família Guinle, em 1929, com vista para a Verruga do Frade, tendo azulejos trabalhados pelo ceramista português Jorge Colaço, pintados em Lisboa. Figuras em tons de azul e amarelo, somados ao branco,[74] narram quatro lendas indígenas: "O Dilúvio", "O Anhangá", "A moça que saiu pra procurar marido" e "Como apareceu a noite".[75] Em 1982, o Instituto Estadual do Patrimônio Cultural do Rio de Janeiro (Inepac) tombou o Mirante.[76]
- Mirante Roberto Silveira localizado no bairro do Vale do Paraíso, ao final da Avenida Delfim Moreira, onde avista-se todo o bairro do Vale do Paraíso, parte da Várzea e da Serra dos Órgãos.[77] Foi construído em 1963 e serve como ponto de encontro para praticantes de esportes, principalmente ciclistas, que costumam se concentrar ali antes e depois de suas práticas.[78]